# Očelice
Očelice (en allemand : Otschelitz) est une commune du district de Rychnov nad Kněžnou, dans la région de Hradec Králové, en République tchèque. Sa population s'élevait à 230 habitants en 2022.

## Géographie
Očelice se trouve à 9 km au sud-ouest de Dobruška, à 18 km à l'ouest-nord-ouest de Rychnov nad Kněžnou, à 18 km à l'est-nord-est de Hradec Králové et à 118 km à l'est-nord-est de Prague.
La commune est limitée par České Meziříčí et Mokré au nord, par Přepychy à l'est, par Bolehošť au sud, par Ledce au sud-ouest et par Vysoký Újezd à l'ouest.

## Histoire
La première mention écrite de la localité date de 1378.

## Administration
La commune se compose de deux sections :
- Očelice
- Městec

## Galerie

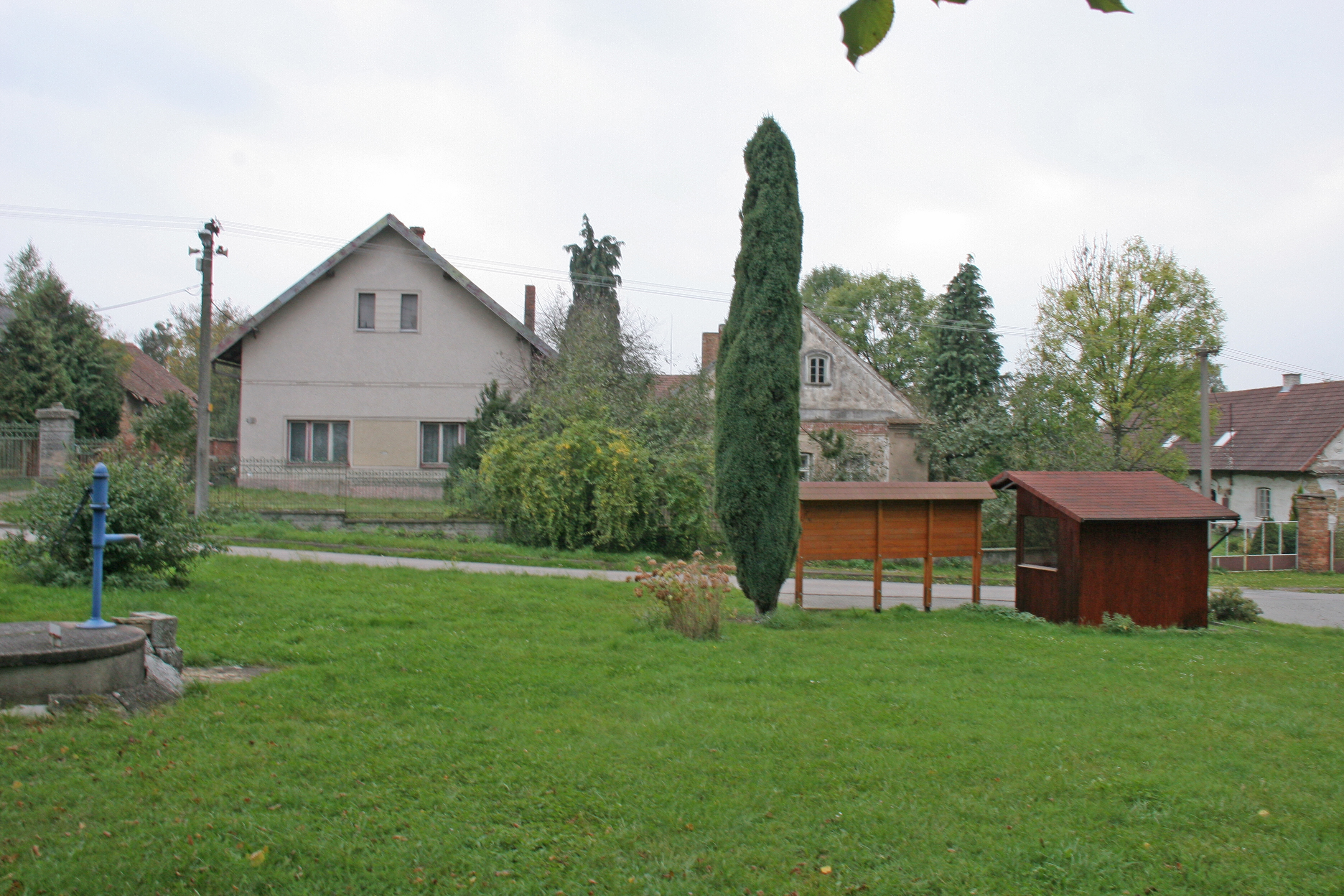
Městec.
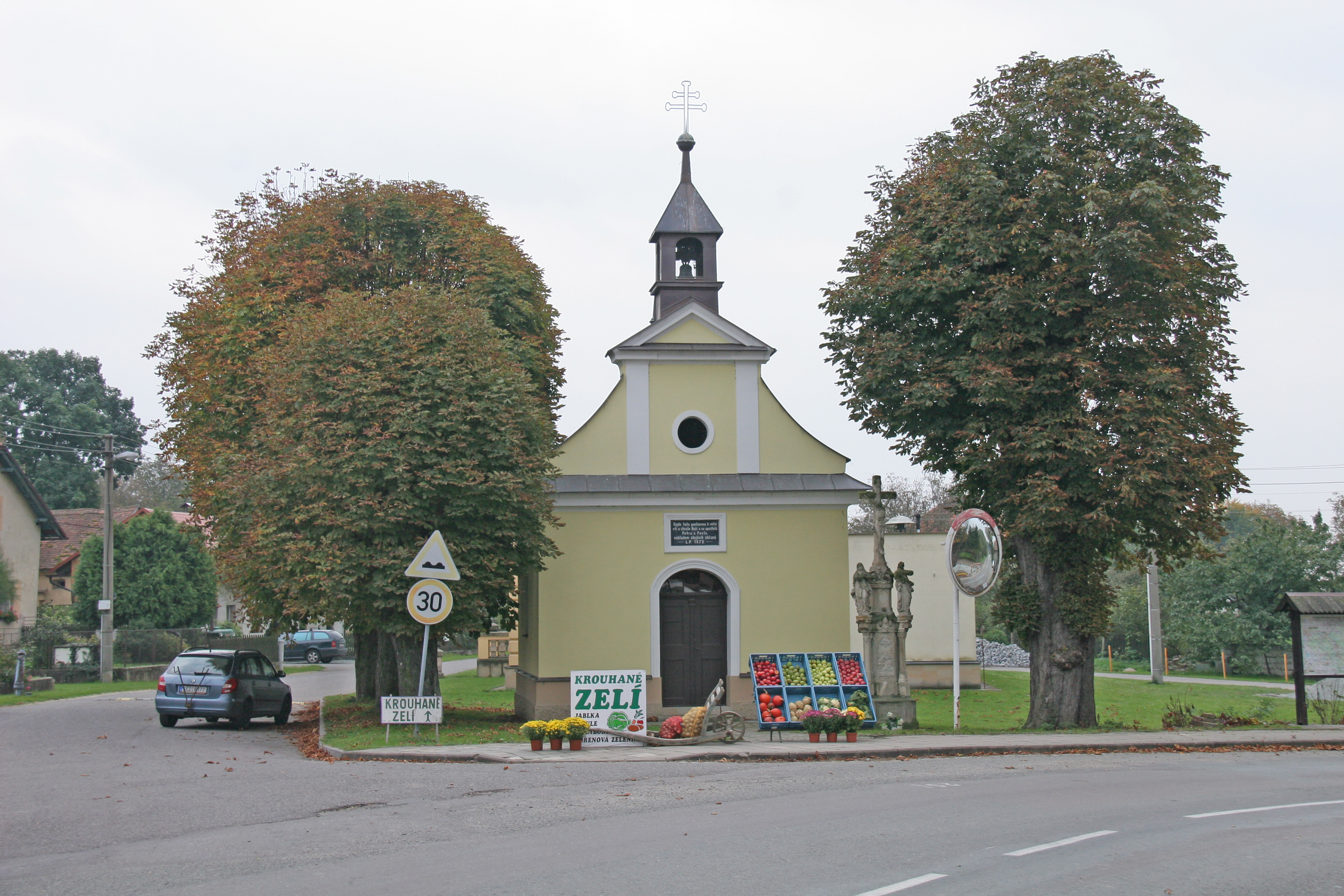
Chapelle à Očelice.

## Transports
Par la route, Očelice se trouve à 4,7 km d'Opočno, à 21 km de Hradec Králové, à 22 km de Rychnov nad Kněžnou et à 152 km de Prague.